# Perukduva
Perukduva (Lopholaimus antarcticus) är en fågel i familjen duvor inom ordningen duvfåglar.

## Utseende
Perukduvan är en stor och kraftig duva med en unik vågig huvudtofs, nästan som en liten frisyr. Fjäderdräkten är närmast helt grå, med mörkare vingpennor. Stjärten är mörkgrå med ett brett ljusare band. 

## Utbredning och systematik
Fågeln förekommer i kustområden i östra Australien, från Kap Yorkhalvön till södra New South Wales. Den placeras som enda art i släktet Lopholaimus. 

## Levnadssätt
Perukduvan förekommer i regnskog. Den ses oftast födosöka efter frukt högt upp i trädtaket eller flygande högt i flock över andra miljöer. 

## Status och hot
Arten har ett stort utbredningsområde, men tros minska i antal, dock inte tillräckligt kraftigt för att den ska betraktas som hotad. Internationella naturvårdsunionen IUCN listar arten som livskraftig (LC).